# Escola de París

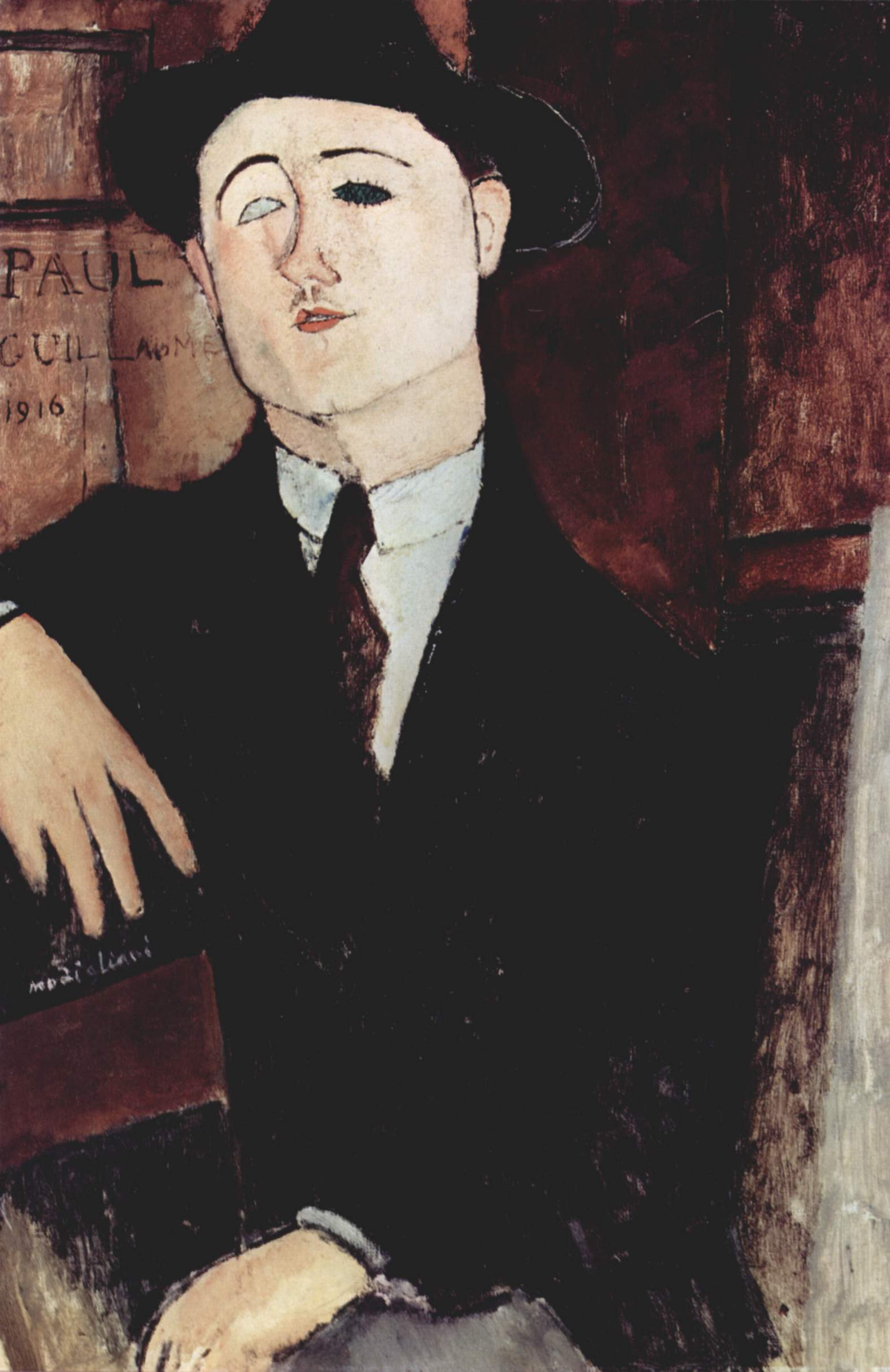
Amedeo Modigliani, Retrat de Paul Guillaume, 1916.

L'Escola de París conforma un grup heterodox d'artistes que treballaren a París (França) al període d'entreguerres (1915-1940), vinculats a diversos estils artístics com el postimpressionisme, l'expressionisme i el surrealisme. El terme engloba a una gran varietat d'artistes, tant francesos com estrangers que residien a la capital francesa en l'interval entre les dues guerres mundials. L'Escola de París és un terme tan ampli i divers com els artistes que la van configurar. Va ser emprat per primera vegada en el curs dels anys vint per André Warnod per referir-se a artistes no francesos que treballaven a la capital francesa: Brancusi, Chagall, Joan Miró i Ferrà, Modigliani, Soutine, Pascin, Fujita, Fernández... La denominació pren relleu després de la Segona Guerra Mundial, quan el 1946 es presenta l'exposició Cent Chefs-d'oeuvres des peintres de l'École de Paris, amb obres de Picasso, Braque, Chagall, Soutine i Matisse, entre d'altres. Un títol que correspon a una concepció molt flexible de la noció Escola de París i que evidencia que la residència parisenca no havia de ser l'únic requisit per formar-ne part. Sense estratègia homogènia ni programa col·lectiu, el que els va reunir i mantenir plegats va ser la defensa de l'art com a llenguatge universal, conscients de formar part d'una revolució artística.

## Història
A aquella època la ciutat del Sena era un fèrtil centre de creació i difusió artística, tant pel seu ambient polític, cultural i econòmic, com per ser l'origen de diversos moviments d'avantguarda com el fauvisme i el cubisme, i lloc de residència de grans mestres com Picasso, Braque, Matisse, Léger, etc. També era un remarcable centre de col·leccionisme i de galeries d'art.

## Integrants
A l'Escola de París dominà una gran diversitat estilística, servint per a englobar en ella a artistes de difícil classificació i d'obra fortament personal, com Constantin Brâncuşi, Alexander Archipenko, Juli González i els fotògrafs Brassaï i Kertész. Malgrat això, la majoria estigueren vinculats en major o menor mesura a l'expressionisme, si bé interpretat de forma personal i heterodoxa: artistes com Amedeo Modigliani, Chaïm Soutine, Jules Pascin i Maurice Utrillo foren coneguts com les maudits (els maleïts), pel seu art bohemi i torturat, reflex d'un ambient noctàmbul, miserable i desesperat. En canvi, Marc Chagall representa un expressionisme més vitalista, més dinàmic i colorista, sintetitzant la seva iconografia russa natal amb el colorit fauvista i l'espai cubista.
Altres artistes de l'escola foren Sonia Lewitska, Jean Arp, Pere Créixams, Robert Delaunay, Sonia Delaunay, Raoul Dufy, René Iché, Tsuguharu Foujita, Emmanuel Mané-Katz, Pinchus Krémègne, Ossip Zadkine, Jacques Lipchitz, Michel Kikoïne, Moïse Kisling, Lasar Segall, José Luis Rey Vila (Sim), Léon Zack, etc.

## Influència a Catalunya
Entre els segles xix i xx va néixer a Barcelona l'Escola de París, que va reunir un conjunt de creadors que anhelaven renovar l'art. Van ser anys d'intensa activitat, ja que es van fixar nous conceptes i es va desenvolupar la ciència moderna, la filosofia, la psicoanàlisi, el surrealisme, la matemàtica moderna i el cubisme.
En els anys de transició entre els segles XIX i XX, Barcelona viu seduïda per París, que desplaça Roma com a model artístic. L'Exposició Universal del 1900 converteix París en un centre d'atracció mundial, un punt de trobada d'artistes que arriben d'arreu per compartir la llibertat i l'efervescència cultural. Picasso descobreix la ciutat amb motiu d'aquest esdeveniment i fins al 1904 viurà entre la capital francesa i Barcelona. Igualment, Juli González, Joan Miró, Pablo Gargallo i Manolo Hugué, figures provinents de Catalunya i que formen part de les avantguardes històriques, s'hi donen cita per desenvolupar l'esperit creatiu. Així va néixer l'Escola de París, que, sense ser un moviment ni una tendència, va reunir un conjunt de creadors que hi van confluir per viure i reinterpretar la renovació plàstica de principi de segle. Van ser uns anys d'una intensa activitat artística, es van consolidar les bases de l'art modern i es van fixar nous conceptes a conseqüència del desenvolupament paral·lel de la ciència moderna, de la filosofia i de l'art. Es gestava la psicoanàlisi i el surrealisme, la matemàtica moderna i el cubisme, les noves nocions de l'espai i l'abstracció.
La repercussió que a partir d'aquesta data va tenir París en la vida i la cultura catalanes va ser extensa i fructífera. Aquests artistes s'integren en l'anomenada escola espanyola de París, formada per dues generacions separades per la Guerra civil espanyola. La primera era configurada pels artistes ja esmentats, a més de Juan Gris i Maria Blanchard, entre d'altres, mentre que la segona s'estén durant els anys vint i trenta i integra un grup sota l'ombra protectora de Picasso: Manuel Ángeles Ortiz, Francisco Bores, Pancho Cossío, Óscar Domínguez, Luis Fernández, Pedro Flores, García Condoy, Baltasar Lobo, Ginés Parra, Benjamín Palencia, Joaquín Peinado, Ismael de la Serna, Hernando Viñes i els catalans Antoni Clavé, Pere Pruna, Apel·les Fenosa i Grau Sala. Els trets que sovint els identifiquen es troben en relació i sota la influència del cubisme amb una preocupació per la composició pictòrica i per l'arquitectura constructiva.